# سيلير (كارولاينا الشمالية)
سيلير (بالإنجليزية: Siler City town, North Carolina)‏ هي مدينة تقع بولاية كارولاينا الشمالية في الولايات المتحدة. تبلغ مساحتها 15.63 كم2، وترتفع عن سطح البحر 185.0136 م، بلغ عدد سكانها 7,887 نسمة في عام 2010 حسب إحصاء مكتب تعداد الولايات المتحدة وتصل الكثافة السكانية فيها 504.6 نسمة لكل كيلومتر مربع (1,306.9/ميل2).

## التركيبة السكانية
حدّد مكتب تعداد الولايات المتحدة بيانات التركيبة السكانية لسيلير في تعداد الولايات المتحدة. في ما يلي، التركيبة السكانية حسب تعدادي 2000 و2010.

### تعداد عام 2000
بلغ عدد سكان سيلير 6,966 نسمة بحسب تعداد عام 2000، وبلغ عدد الأسر 2,386 أسرة وعدد العائلات 1,617 عائلة مقيمة في المدينة. في حين سجلت الكثافة السكانية 445.7 نسمة لكل كيلومتر مربع (1,154.4/ميل2). وبلغ عدد الوحدات السكنية 2,526 وحدة بمتوسط كثافة قدره 161.6 لكل كيلومتر مربع (418.5/ميل2).
وتوزع التركيب العرقي للمدينة بنسبة 50.82% من البيض و19.67% من الأمريكيين الأفارقة و0.46% من الأمريكيين الأصليين و0.59% من الأمريكيين ذوي الأصول الآسيوية و0.19% من سكان جزر المحيط الهادئ و26.51% من الأعراق الأخرى و1.77% من عرقين مختلطين أو أكثر و39.33% من الهسبانيون أو اللاتينيون من أي عرق.
بلغ عدد الأسر 2,386 أسرة كانت نسبة 38.2% منها لديها أطفال تحت سن الثامنة عشر تعيش معهم، وبلغت نسبة الأزواج القاطنين مع بعضهم البعض 45.3% من أصل المجموع الكلي للأسر، ونسبة 15.1% من الأسر كان لديها معيلات من الإناث دون وجود شريك، بينما كانت نسبة 7.3% من الأسر لديها معيلون من الذكور دون وجود شريكة وكانت نسبة 32.2% من غير العائلات. تألفت نسبة 26% من أصل جميع الأسر من عدة أفراد يعيشون في نفس المنزل ونسبة 12.9% كانت تتألف من شخص يعيش بمفرده يبلغ من العمر 65 عاماً أو أكثر. وبلغ متوسط حجم الأسرة المعيشية 2.86، أما متوسط حجم العائلات فبلغ 3.29.
بلغ العمر الوسطي للسكان 31.4 عاماً. وكانت نسبة 24.9% من القاطنين تحت سن الثامنة عشر، وكانت نسبة 12.9% بين الثامنة عشر والرابعة والعشرين عاماً، ونسبة 32.1% كانت واقعةً في الفئة العمرية ما بين الخامسة والعشرين والرابعة والأربعين عاماً، ونسبة 16.7% كانت ما بين الخامسة والأربعين والرابعة والستين، ونسبة 11.6% كانت ضمن فئة الخامسة والستين عاماً فما فوق. يوجد لكل 100 أنثى 105.3 ذكر، ويوجد لكل 100 أنثى في الثامنة عشر من عمرها فما فوق 106.2 ذكر.
بلغ متوسط دخل الأسرة في المدينة 33,651 دولارًا، أما متوسط دخل العائلة فبلغ 36,034 دولارًا. وكان متوسط دخل الذكور 21,010 دولارًا مقابل 18,570 دولارًا للإناث. وسجل دخل الفرد الخاص بالمدينة 13,947 دولارًا. وكانت نسبة 10.2% من العائلات ونسبة 14.7% من السكان تحت خط الفقر، وكان من هؤلاء نسبة 20.1% تحت سن الثامنة عشر ونسبة 14.9% في الخامسة والستين من العمر وما فوق.

### تعداد عام 2010
بلغ عدد سكان سيلير 7,887 نسمة بحسب تعداد عام 2010، وبلغ عدد الأسر 2,603 أسرة وعدد العائلات 1,802 عائلة مقيمة في المدينة. في حين سجلت الكثافة السكانية 504.6 نسمة لكل كيلومتر مربع (1,306.9/ميل2). وبلغ عدد الوحدات السكنية 2,890 وحدة بمتوسط كثافة قدره 184.9 لكل كيلومتر مربع (478.9/ميل2).
وتوزع التركيب العرقي للمدينة بنسبة 44.01% من البيض و19.12% من الأمريكيين الأفارقة و1.72% من الأمريكيين الأصليين و0.43% من الأمريكيين ذوي الأصول الآسيوية و0.19% من سكان جزر المحيط الهادئ و31.14% من الأعراق الأخرى و3.39% من عرقين مختلطين أو أكثر و49.77% من الهسبانيون أو اللاتينيون من أي عرق.
بلغ عدد الأسر 2,603 أسرة كانت نسبة 43.2% منها لديها أطفال تحت سن الثامنة عشر تعيش معهم، وبلغت نسبة الأزواج القاطنين مع بعضهم البعض 43.1% من أصل المجموع الكلي للأسر، ونسبة 18.4% من الأسر كان لديها معيلات من الإناث دون وجود شريك، بينما كانت نسبة 7.7% من الأسر لديها معيلون من الذكور دون وجود شريكة وكانت نسبة 30.8% من غير العائلات. تألفت نسبة 25.2% من أصل جميع الأسر من عدة أفراد يعيشون في نفس المنزل ونسبة 11.1% كانت تتألف من شخص يعيش بمفرده يبلغ من العمر 65 عاماً أو أكثر. وبلغ متوسط حجم الأسرة المعيشية 2.94، أما متوسط حجم العائلات فبلغ 3.50.
بلغ العمر الوسطي للسكان 31.1 عاماً. وكانت نسبة 29.8% من القاطنين تحت سن الثامنة عشر، وكانت نسبة 10.9% بين الثامنة عشر والرابعة والعشرين عاماً، ونسبة 28.4% كانت واقعةً في الفئة العمرية ما بين الخامسة والعشرين والرابعة والأربعين عاماً، ونسبة 18.8% كانت ما بين الخامسة والأربعين والرابعة والستين، ونسبة 12.1% كانت ضمن فئة الخامسة والستين عاماً فما فوق. وتوزع التركيب الجنسي للسكان بنسبة 49.1% ذكور و50.9% إناث.

## وصلات خارجية
- الموقع الرسمي